# Mostafa Taha
Mostafa Kamel Taha (ur. 23 marca 1910 w Kairze, zm. w listopadzie 1969) – egipski piłkarz, reprezentant kraju. Podczas kariery występował na pozycji pomocnika.

## Kariera klubowa
Podczas kariery piłkarskiej występował w klubie Zamalek SC.

## Kariera reprezentacyjna
Mostafa Kamel Taha występował w reprezentacji Egiptu w latach trzydziestych. W 1934 roku uczestniczył w mistrzostwach świata. Na mundialu we Włoszech wystąpił w przegranym 2-4 spotkaniu I rundy z Węgrami.